# Маргарита Томми
«Маргарита Томми» (англ. Tommy's Margarita) — коктейль на основе текилы, свежевыжатого сока лайма и нектара агавы. Классифицируется как коктейль на весь день (англ. All day cocktail). Входит в число официальных коктейлей Международной ассоциации барменов (IBA), категория «Напитки новой эры» (англ. New Era Drinks).

## История
Коктейль «Маргарита Томми» был создан в 1990 году в Сан-Франциско Хулио Бермехо в ресторане его родителей, который носит название «Томми» (не следует путать с местечком Томми в Хуаресе, Мексика — смотри коктейль «Маргарита»). Бермехо в качестве ингредиента использовал вместо ликёра Трипл сек нектар агавы, который хотя и был дороже, однако придавал коктейлю вкус агавы, подчёркивающий аромат цитрусовых оригинального рецепта «Маргарита».

## Рецепт и ингредиенты
Состав:
- текила — 45 мл
- свежевыжатый сок лайма — 15 мл
- нектар агавы — 2 барных ложки.

Метод приготовления: шейк & стрейн. Ингредиенты (компоненты) перемешивают в смесительном стакане (шейкере), взбивают, после чего отцеживают и отфильтровывают в коктейльный бокал или бокал Мартини. Готовый коктейль украшают по ободку солью.